# 5207 Hearnshaw
5207 Hearnshaw è un asteroide della fascia principale. Scoperto nel 1988, presenta un'orbita caratterizzata da un semiasse maggiore pari a 2,5508388 UA e da un'eccentricità di 0,1894735, inclinata di 12,78488° rispetto all'eclittica.